# الشرية (بني حشيش)

تعديل مصدري - تعديل

الشرية هي إحدى قرى عزلة عضران بمديرية بني حشيش التابعة لمحافظة صنعاء، بلغ تعداد سكانها 2372 نسمة حسب تعداد اليمن لعام 2004.